# Henri Bergson
Henri-Louis Bergson (Parigi, 18 ottobre 1859 – Parigi, 4 gennaio 1941) è stato un filosofo francese.
La sua opera superò le tradizioni ottocentesche dello spiritualismo e del positivismo ed ebbe una forte influenza nei campi della psicologia, della biologia, dell'arte, della letteratura e della teologia. Fu insignito del Premio Nobel per la letteratura nel 1927 sia «per le sue ricche e feconde idee» sia «per la brillante abilità con cui ha saputo presentarle».

## Biografia
Nacque a Parigi in rue Lamartine, non lontano dall'Opéra. Il padre proveniva da un'importante famiglia di ebrei polacchi, il cui nome d'origine era Bereksohn, la madre era anch'essa ebrea, di origini anglo-irlandesi. La sua famiglia visse a Londra per alcuni anni dopo la sua nascita ed egli familiarizzò presto con la lingua inglese. Prima che compisse nove anni, i suoi genitori passarono la Manica e si stabilirono in Francia; Henri fu naturalizzato cittadino della Repubblica.
La vita di Bergson fu quella tranquilla e senza grandi eventi di un professore francese; i maggiori punti di riferimento in essa sono la pubblicazione dei suoi quattro principali lavori: il primo nel 1889, l'Essai sur les données immédiates de la conscience (Saggio sui dati immediati della coscienza), quindi Matière et Mémoire (Materia e Memoria) nel 1896, L'Evolution créatrice (L'evoluzione creatrice) nel 1907 e infine Les deux sources de la morale et de la religion (Le due sorgenti della Morale e della Religione) nel 1932.

### Carriera e opere
(Henri Bergson, Saggio sui dati immediati della coscienza)

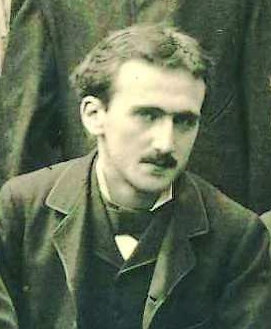
Henri Bergson nel 1878 alla École normale supérieure

A Parigi dal 1868 al 1878 Bergson frequentò il liceo Fontaine, ora conosciuto come liceo Condorcet. Nel 1877 vinse un premio per un suo lavoro scientifico e un altro, quando era diciottenne, per la soluzione di un problema matematico che fu pubblicata l'anno seguente negli Annales de Mathématiques. Dopo qualche esitazione sulla sua carriera, se questa dovesse svilupparsi nel campo scientifico o negli studi umanistici, egli decise per la seconda opzione e a diciannove anni entrò nella prestigiosa École Normale Supérieure dove conobbe e divenne amico di Pierre Janet ed ebbe come maestro il filosofo Léon Ollé-Laprune. Qui conseguì il diploma di Licence-ès-Lettres e nel 1881 partecipò al concorso per professore associato (agrégé) per l'insegnamento della filosofia nei licei.
Lo stesso anno ricevette un incarico da insegnante al liceo di Angers, la vecchia capitale dell'Anjou. Due anni dopo si stabilì al liceo Blaise Pascal di Clermont-Ferrand, capoluogo del dipartimento del Puy-de-Dôme.
In Durata e Simultaneità polemizzò con alcune elaborazioni filosofiche - specie di ambiente francese - sui risultati ottenuti da Albert Einstein nella teoria della relatività. Einstein ha dimostrato che il tempo è relativo al sistema di riferimento e più è elevata la velocità di un sistema rispetto all'osservatore, più il tempo in tale sistema rallenterà dal punto di vista dell'osservatore. Bergson sosteneva che il tempo non è una retta di tanti punti contigui, ma un istante che cresce su sé stesso sovrapponendosi agli altri. La sua concezione del tempo influenzò profondamente romanzi quali Alla ricerca del tempo perduto di Marcel Proust, La coscienza di Zeno di Svevo, l'Ulisse di Joyce, nonché la pittura di Dalì.

#### Saggio sui dati immediati della coscienza
L'anno successivo al suo arrivo a Clermont-Ferrand, Bergson diede esempio delle sue capacità nelle scienze umanistiche pubblicando un'eccellente edizione di estratti da Lucrezio, con uno studio critico del testo e della filosofia del poeta (1884), un'opera le cui ripetute riedizioni sono prova sufficiente della sua importanza nel promuovere lo studio dei classici presso i giovani francesi. Oltre a insegnare e a tenere lezioni universitarie nella regione dell'Alvernia, Bergson trovava il tempo per gli studi personali e la stesura di opere originali. Era impegnato con il suo Essai sur les données immédiates de la conscience. Questo trattato fu consegnato, insieme a una breve tesi in latino su Aristotele (Quid Aristoteles de loco senserit - L'idea di luogo presso Aristotele), per il diploma di docteur-ès-Lettres, a cui fu ammesso dalla Università di Parigi nel 1889. L'opera fu pubblicata nello stesso anno da Alcan, l'editore parigino, nella sua collana La Bibliothèque de philosophie contemporaine.
Bergson dedicò questo volume a Jules Lachelier, allora Ministro della Pubblica Istruzione, che era un ardente discepolo di Félix Ravaisson e autore di una piuttosto importante opera filosofica: Du fondement de l'Induction (Sul fondamento della Induzione, 1871). Lachelier tentava di "sostituire ovunque la forza all'inerzia, la vita alla morte e la libertà al fatalismo."
Nel primo capitolo del Saggio sui dati immediati della coscienza Bergson polemizza con le psicologie di marca positivistica, che misuravano l'intensità di una sensazione sulla base dell'intensità dell'eccitazione periferica. La misurazione dell'intensità era il frutto dell'intrusione di categorie spaziali: quello che veniva misurato era secondo Bergson funzione del numero di muscoli coinvolti nella reazione.

Sulle stesse basi – spiega Bergson nel II capitolo  – viene costruito il concetto di "tempo" omogeneo misurabile, a cui Bergson contrappone una durata interiore che è accrescimento qualitativo continuo, dunque refrattario a ogni forma di misurazione. Questa durata ha come tratto essenziale il vissuto affettivo che la caratterizza, e riesce a realizzare l'apparente paradosso del cambiamento continuo nella conservazione. Da questa durata che cementa l'identità personale, nasce nel terzo capitolo l'atto libero, al di là delle ricostruzioni logiche posticce in cui esso veniva intrappolato sia dai seguaci del determinismo sia dagli apparenti difensori della libertà.

#### Materia e Memoria
Bergson si era allora stabilito a Parigi; dopo aver insegnato per qualche mese al Collegio Municipale, noto come il College Rollin, ricevette un incarico al liceo Henri-Quatre, dove rimase per otto anni. Nel 1896 pubblicò la sua seconda grande opera, intitolata Matière et Mémoire ("Materia e Memoria"). Questa opera, piuttosto complessa ma molto brillante, investiga la funzione del cervello, intraprende un'analisi della percezione e della memoria, e considera i problemi sulla relazione tra corpo e mente. Bergson passò anni di ricerca prima di pubblicare ognuna delle sue tre grandi opere. Questo è specialmente vero per Matière et Memoire, dove egli mostra una familiarità molto profonda con la notevole quantità di ricerche mediche che erano state compiute in quegli anni, per la quale alla Francia è giustamente attribuito un rilevante merito.
In Materia e memoria insiste sul valore pratico della scienza; pur permanendo un'antitesi fra interiorità ed esteriorità, la coscienza e il mondo sono legati l'una all'altro. Il tentativo notevole di Bergson di andare oltre sia il realismo sia l'idealismo si realizza in una concezione che si richiama espressamente al senso comune: secondo questo l'oggetto conosciuto possiede una sua esistenza e una sua datità (ossia il modo di rivelarsi alla conoscenza), indipendentemente dal soggetto conoscente, ma nello stesso tempo esiste così come è percepito dal senso comune senza nascondere "qualità occulte" (atto, potenza, sostanza, accidente, monade, ecc.). L'oggetto è pertanto definito da Bergson "oggetto pittoresco" e costituisce un qualcosa di diverso sia dalla " rappresentazione" dell'idealista, sia dalla "res" (cosa) del realista: è quindi un'immagine in sé. Questa immagine in sé è colta nella percezione, che assume una connotazione nuova: non è mera contemplazione, ma selezione. Nella definizione della percezione, come di una forma di coscienza inglobante sia il soggettivo sia l'oggettivo, l'immagine si pone poi come saldatura fra la materia e la memoria. L'una si riferisce alla quantità, la seconda, la memoria, alla qualità.

Materia e memoria si articola in quattro capitoli. Nel primo capitolo, Bergson mostra come la percezione pura, isolata dagli apporti della memoria, si riduca a un taglio del tutto teorico sulla realtà, secondo le linee convenzionali della nostra possibilità di azione. A questo punto (II e III capitolo), Bergson analizza il rapporto concreto fra percezione e memoria, passando in rassegna un'impressionante mole di dati sperimentali. L'interazione fra il dato afferente e la proiezione dei ricordi su di esso si configura come un circuito, in cui il dato viene arricchito di apporti interiori che ne personalizzano la percezione. Alla fine, il criterio pragmatico dell'utilità è responsabile dell'evocazione di un determinato ricordo, che non è mai puro ma è "impregnato" di percezione. Il dualismo fra percezione estensiva e ricordo spirituale si risolve nell'ultimo capitolo in una metafisica dei differenti livelli di realtà, che è la teoria della percezione secondo la contrazione a differenti ritmi di durata dell'universo. Bergson approda dunque a una concezione vibratoria e ondulatoria della materia in evidente contiguità con gli esiti della fisica del tempo, che viene poi contratta dalla nostra memoria in chiave pragmatica. Un'altra conclusione importante concerne la vita spirituale che trascende i limiti del corpo e quindi, conseguentemente, della percezione e dell'azione, vincolate esse stesse al corpo.
Nel 1898 Bergson divenne maître de conférences presso la sua alma mater, l'École Normale Supérieure e fu in seguito promosso al ruolo di professore. L'anno 1900 lo vide professore al Collège de France dove accettò la cattedra di filosofia greca succedendo a Charles Lévêque.
Al Primo congresso internazionale di filosofia, tenutosi a Parigi dal 1º al 5 agosto 1900, Bergson lesse un breve, ma importante, articolo Sur les origines psychologiques de notre croyance à la loi de causalité ("Sulle origini psicologiche della nostra credenza nella legge della causalità").

#### Il riso
Nel 1901 Félix Alcan pubblicò un lavoro che era precedentemente apparso nella Revue de Paris, intitolato Le rire (Il riso), una delle più importanti produzioni minori di Bergson. I principali meccanismi di produzione del comico vi vengono indagati nell'ottica del ritrovamento di tratti meccanici e ripetitivi laddove ci si aspettava grazia, sveltezza e unicità vivente e vitale. Ogni comportamento umano può essere posto in relazione al riso; si ride a fin di bene, per correggere ed educare, ma anche spinti dalla cattiveria, per umiliare e sottomettere. Nel profondo del riso si celano tracce di egoismo, di amaro e di tragico.
Questo trattato sul significato del "comico" era basato su una lezione che aveva tenuto tempo prima nell'Alvernia. L'analisi di questo lavoro è essenziale per la comprensione delle opinioni di Bergson sulla vita; notevoli sono i suoi passi a proposito del ruolo dell'artistico nella vita. L'artista riesce ad avere una conoscenza disinteressata di una fetta di realtà proprio in virtù della sua distrazione dalla vita pratica.
Nel 1901 Bergson venne eletto all'Académie des sciences morales et politiques e divenne un membro dell'Istituto. Nel 1903 fu pubblicato dalla Revue de metaphysique et de morale un suo articolo molto importante intitolato Introduction à la métaphysique (Introduzione alla Metafisica) che è utile come prefazione allo studio delle sue tre opere maggiori.
Alla morte di Gabriel Tarde, l'eminente sociologo, nel 1904, Bergson gli successe alla cattedra di filosofia moderna. Dal 4 all'8 settembre di quell'anno era a Ginevra ad assistere al secondo congresso internazionale di filosofia, dove tenne relazioni su Le Paralogisme psycho-physiologique, o, per citare il suo nuovo titolo, Le Cerveau et la Pensée: une illusion philosophique (Il Cervello e il Pensiero: un'illusione filosofica). Una malattia gli impedì di visitare la Germania per assistere al Terzo congresso internazionale di filosofia tenutosi a Heidelberg.

#### L'evoluzione creatrice
Il suo terzo grande lavoro, L'evoluzione creatrice (L'Évolution créatrice), apparve nel 1907, ed è senza dubbio il più conosciuto e il più discusso. Costituisce uno dei contributi più profondi e originali alla riflessione filosofica sulla teoria della evoluzione.
(Imbart de la Tour in Le Pangermanisme et la philosophie de l'histoire)
Al 1918 l'editore Alcan aveva già pubblicato ventuno edizioni, tenendo una media di due edizioni all'anno per dieci anni. A seguito della pubblicazione di quest'opera, la popolarità di Bergson aumentò enormemente, non solo negli ambienti accademici ma anche fra il grande pubblico dei lettori generici.
Il testo presenta l'evoluzione come una creazione continua, intendendo la teleologia differentemente rispetto alla concezione tradizionale e in analogia con la durata personale. Senza la creazione la vita e l'universo sarebbero già finiti o finirebbero in futuro. L'evoluzione è creatrice perché oltrepassa il meccanicismo e il cattivo finalismo.
Lo "slancio vitale" (élan vital), sarebbe la forza che muove la vita, come adattamento dinamico all'ambiente, in una dialettica fra la vita e le forme in cui la cristallizzazione in una specie definita è sempre una sconfitta per il movimento della vita. Notevole la critica ai concetti e alle idee di "nulla" e "disordine", considerati fra i responsabili dell'incomprensione per la vita così concepita, da parte dell'intelligenza concettuale.
L'uomo deve trasformare sé stesso, evolversi oltre di sé per scorgere la vetta morale e religiosa.

### Il rapporto con James e il pragmatismo

#### Analogie e differenze
Bergson arrivò a Londra nel 1908 e rese visita a William James, il filosofo statunitense di Harvard, che era più anziano di lui di diciassette anni e che, in quel momento era molto attivo nel richiamare l'attenzione del pubblico anglo-americano sul lavoro del professore francese. Questo fu un interessante incontro e troviamo le impressioni di James su Bergson nelle sue Lettere, sotto la data del 4 ottobre 1908. «Un uomo così modesto e senza pretese ma intellettualmente un tale genio! Ho il più fermo sospetto che la tendenza che egli ha messo a fuoco finirà col prevalere, e che la presente epoca sarà una sorta di punto di svolta nella storia della filosofia.»

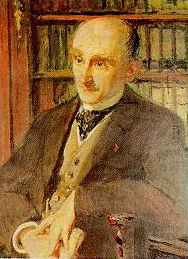
Bergson in un ritratto di J.E. Blanche (1891)

Fin dal 1880 James aveva scritto un articolo in francese per il periodico La Critique philosophique, di Renouvier e Pillon, intitolato Le Sentiment de l'Effort. Quattro anni dopo apparvero due suoi articoli sulla rivista Mind: "Che cos'è un'Emozione?" e "Su qualche Omissione della Psicologia Introspettiva". Di questi articoli i primi due furono citati da Bergson nella sua opera del 1889, Les données immédiates de la conscience. Negli anni seguenti 1890-91 furono pubblicati i due volumi dell'opera monumentale di James, I princìpi della psicologia, nella quale fa riferimento a un fenomeno patologico osservato da Bergson. Alcuni autori, considerando esclusivamente queste date e trascurando il fatto che l'indagine di James era in corso fin dal 1870 (di cui era stata tenuta traccia di tanto in tanto con vari articoli che culminarono con I princìpi), hanno erroneamente datato le idee di Bergson come antecedenti a quelle di James.
Si è ipotizzato che Bergson debba le idee base del suo primo libro all'articolo del 1884 di James, "Su qualche Omissione della Psicologia Introspettiva", che non cita e non mette tra i riferimenti. Questo articolo si occupa della concezione del pensiero come flusso di coscienza, che l'intelletto distorce organizzandolo in concetti. Bergson ribatté a questa insinuazione negando che egli avesse alcuna conoscenza dell'articolo di James quando scrisse Les données immédiates de la conscience. Sembra che i due pensatori abbiano progredito in modo indipendente quasi fino alla fine del secolo. Le loro posizioni intellettuali sono più lontane di quanto spesso si pensi. Entrambi sono riusciti ad attrarre consenso molto oltre la sfera puramente accademica, ma solo nel loro reciproco rifiuto, in definitiva, dell'"intellettualismo" c'è una vera consonanza. Sebbene James fosse leggermente più avanti nello sviluppo e nell'enunciazione delle sue idee, confessò di essere stato spiazzato da molte delle idee di Bergson. Certamente James trascurava molti degli aspetti più profondamente metafisici del pensiero di Bergson, che non si armonizzavano con il proprio, ed erano anzi in palese contraddizione. Oltre a questo, Bergson non era un pragmatico — per lui l'"utilità", lungi dall'essere una verifica della verità, è piuttosto l'inverso, un sinonimo di errore.
Nonostante ciò, William James salutò Bergson come un alleato. Nel 1903 egli scrisse: «Ho riletto i libri di Bergson e non ho letto nulla da anni che abbia così eccitato e stimolato i miei pensieri. Sono sicuro che quella filosofia abbia un grande futuro, rompe i vecchi schemi e porta le cose in una soluzione in cui possono ritrovarsi nuovi cristalli». Gli omaggi più notevoli che tributò a Bergson furono quelli nelle Hibbert Lectures (Un Universo Pluralistico), che James tenne al Manchester College di Oxford, poco dopo aver incontrato Bergson a Londra. Egli faceva notare l'incoraggiamento che aveva ricevuto dal pensiero di Bergson e esprimeva la fiducia che aveva nel "potersi appoggiare all'autorità di Bergson".
L'influenza di Bergson lo portò a «rinunciare al metodo intellettualista e alla nozione corrente che la logica è una misura adeguata di ciò che può o non può essere». Lo indusse inoltre a «abbandonare la logica, fermamente e irrevocabilmente» come metodo, poiché aveva scoperto che «la realtà, la vita, l'esperienza, la concretezza, l'immediatezza, usate la parola che volete, va oltre la nostra logica, la sommerge e la circonda».
Naturalmente, queste osservazioni, che apparvero in un libro nel 1909, orientarono molti lettori inglesi e americani a indagare la filosofia di Bergson. Questo era reso difficile dal fatto che i suoi più importanti lavori non erano stati tradotti in inglese. James, tuttavia, incoraggiò e aiutò Arthur Mitchell nella sua preparazione della traduzione inglese di L'Evolution créatrice. Nell'agosto 1910 James morì. Era sua intenzione, se fosse vissuto abbastanza per vedere il completamento della traduzione, di proporla al pubblico di lettori inglesi con una nota in prefazione di apprezzamento. Nell'anno seguente la traduzione fu completata e questo portò a un ancora più grande interesse verso Bergson e il suo lavoro. Per coincidenza, in quello stesso anno (1911), Bergson scrisse, per la traduzione francese del libro di James, Pragmatism, una prefazione di sedici pagine, intitolata Vérité et Realité. In essa espresse simpatia e apprezzamento per il lavoro di James, associati a certe importanti riserve.
In aprile (dal 5 all'11) Bergson seguì il Quarto congresso internazionale di filosofia svoltosi in Italia, a Bologna, dove tenne un brillante discorso su L'Intuition philosophique. In risposta agli inviti ricevuti, tornò ancora in Inghilterra nel maggio di quell'anno e rese diverse altre successive visite all'Inghilterra. Queste visite furono sempre eventi speciali e furono segnate da importanti dichiarazioni. Molti di questi contengono contributi significativi al pensiero e gettarono nuova luce su molti passaggi delle sue tre grandi opere: Trattato sui dati immediati della coscienza, Materia e memoria, e l'Evoluzione creatrice. Sebbene fossero in genere affermazioni necessariamente brevi, esse erano più recenti dei suoi libri e così mostrarono come questo acuto pensatore potesse sviluppare e arricchire il suo pensiero e approfittare di simili opportunità per chiarire al pubblico inglese i princìpi fondamentali della sua filosofia.

### Le lezioni sul cambiamento e gli ultimi anni di Bergson
Nella primavera del 1911 Bergson visitò la University of Oxford, dove tenne due lezioni intitolate La Perception du Changement (La Percezione del Cambiamento), che furono pubblicate in francese nello stesso anno dalla Clarendon Press. Bergson aveva il dono di un'esposizione lucida e concisa, quando l'occasione lo richiedeva, e queste lezioni sul cambiamento formarono un ottimo riassunto o breve trattato sui princìpi fondamentali del suo pensiero e fornirono agli studenti o al pubblico dei lettori generici un'eccellente introduzione allo studio dei suoi più ponderosi volumi. Oxford rese onore al suo notevole visitatore conferendogli il titolo di Dottore.
Due giorni dopo egli tenne la "lezione Huxley" alla Università di Birmingham, prendendo come argomento La Vita e la Coscienza. Questa apparve in seguito su The Hibbert Journal (ottobre 1911), e, riveduta successivamente, costituì il primo trattato nella raccolta L'Energie spirituelle. In ottobre egli fu di nuovo in Inghilterra, dove ricevette un'accoglienza entusiasta, e tenne all'University College London quattro lezioni su La Nature de l'Ame.
Nel 1913 visitò gli Stati Uniti, su invito della Columbia University di New York, e tenne lezioni in diverse città statunitensi, dove fu accolto da un vasto pubblico di ascoltatori. Nel febbraio, alla Columbia University, tenne lezione sia in francese sia in inglese, vertendo su Spiritualité et Liberté e sul Metodo della Filosofia. Di nuovo in Inghilterra nel maggio dello stesso anno, accettò la presidenza della Society for Psychical Research, tenendo presso la Società il discorso Fantômes des Vivants et Recherche psychique (Fantasmi dei Viventi e Ricerca psichica).
Nel frattempo la sua popolarità aumentava e traduzioni delle sue opere iniziarono ad apparire in diverse lingue: inglese, tedesco, italiano, danese, svedese, ungherese, polacco e russo. Nel 1914 i suoi concittadini gli tributarono l'onore di eleggerlo membro dell'Académie française. Divenne inoltre presidente dell'Académie des Sciences morales et politiques e infine ufficiale della Légion d'honneur e ufficiale dell'Instruction publique.

#### Bergson: il socialismo e il modernismo cattolico
Bergson ebbe seguaci di diversi generi, in Francia movimenti come il modernismo cattolico da una parte e il sindacalismo dall'altra, si sforzarono di assorbire e di fare proprie, per i loro scopi anche di propaganda, alcune delle idee centrali del suo insegnamento. L'importante organo teorico sindacalista, "Le Mouvement socialiste", suggerì che il realismo di Karl Marx e Pierre-Joseph Proudhon è ostile a ogni forma di intellettualismo e che, quindi, i sostenitori del socialismo marxista avrebbero dovuto accogliere bene una filosofia come quella di Bergson. Altri autori si sforzarono di trovare consonanze tra la cattedra di filosofia del Collège de France con gli obiettivi della Confédération Générale du Travail. Si affermò che c'è armonia tra il flauto della meditazione filosofica personale e la tromba della rivoluzione sociale.
Mentre i rivoluzionari sociali stavano cercando di ottenere il massimo dalle idee di Bergson, molte autorità del pensiero religioso, particolarmente i teologi più liberali di ogni credo, cioè in Francia i Modernisti e il Partito Neocattolico, mostrarono un profondo interesse per i suoi scritti e molti di loro cercarono di trovare nelle sue opere incoraggiamento e stimolo. La Chiesa cattolica tuttavia arrivò a bandire tre libri di Bergson ponendoli all'Indice dei libri proibiti (Decreto del 1º giugno 1914).
Nel 1914, le Università scozzesi organizzarono l'esposizione, da parte di Bergson, delle famose Lezioni Gifford e un corso di insegnamento fu previsto per la primavera e un altro per l'autunno. Il primo corso, consistente in undici lezioni, dal nome Il Problema della Personalità, fu tenuto all'Università di Edimburgo nella primavera di quell'anno. Il corso di lezioni previsto per l'autunno fu invece abbandonato a causa dello scoppio della guerra. Bergson, tuttavia, non rimase in silenzio durante il conflitto. Tenne invece diversi discorsi rendendosi parte attiva della propaganda di guerra ("bourrage de crâne") di cui Barrès si era reso campione.

#### Bergson e la prima guerra mondiale
Nella guerra, Bergson vide il conflitto dello spirito e della materia, o della vita e del meccanismo, principi che egli identificava rispettivamente con gli schieramenti francese e tedesco; così asservì le dottrine centrali della propria filosofia all'ideologia nazionalista. Questo aspetto della sua carriera non verrà, giustamente, risparmiato da filosofi quali Politzer (ne La fine di una parata filosofica. Il bergsonismo) e, più tardi, Sartre e Merleau-Ponty (La guerre a eu lieu, nel primo numero de Les temps modernes, 1945). Risale al 4 novembre 1914 l'articolo La force qui s'use et celle qui ne s'use pas (La forza che si consuma e quella che non si consuma), che apparve nel Bulletin des armées de la Republique. Un discorso presidenziale tenuto nel dicembre 1914 all'Académie des sciences morales et politiques aveva come titolo La Significance de la Guerre.
Bergson contribuì alla pubblicazione da parte del The Daily Telegraph in onore del re del Belgio, del Libro di Re Alberto (Natale 1914). Nel 1915 fu sostituito nel ruolo di presidente dell'Académie des Sciences morales et politiques da Alexandre Ribot, e fece dunque un discorso sull'evoluzione dell'imperialismo tedesco. Nel frattempo trovò il tempo di soddisfare la richiesta del Ministro della pubblica istruzione di realizzare un resoconto della filosofia francese che fu presentato all'Esposizione Universale di San Francisco nel 1915. Bergson fece un gran numero di viaggi e conferenze in Europa e America durante la guerra. Era lì quando la Missione Francese con a capo René Viviani fece una visita nell'aprile e nel maggio del 1917, che fece seguire l'entrata in guerra dell'America. Il libro di Viviani La Mission française en Amérique (1917), contiene un'introduzione di Bergson.
All'inizio del 1918 egli fu ufficialmente accolto dall'Académie française, prendendo il suo posto tra i "Quaranta immortali" come successore di Émile Ollivier, l'autore della vasta e notevole opera storica L'Empire libéral. Una sessione fu tenuta in gennaio in suo onore durante la quale tenne un discorso su Ollivier.
Poiché molti scritti di Bergson per le riviste francesi non erano facilmente accessibili, egli acconsentì alla richiesta di suoi amici che questi articoli fossero riuniti e pubblicati in due volumi. Il primo di questi era in programma quando scoppiò la guerra. Il volume apparve solo alla fine delle ostilità, nel 1919. Esso ha come titolo L'Energie spirituelle: Essais et Conférences (L'Energia Spirituale: Trattati e Lezioni). Il volume si apre con la Lezione Huxley del 1911, Vita e Coscienza, in una forma rivista e sviluppata, con il titolo di Coscienza e Vita. Vi sono manifestati i segni dell'interesse crescente di Bergson per l'etica sociale e per l'idea di una vita futura di sopravvivenza personale. È inclusa anche la lezione tenuta di fronte alla Society for Psychical Research così come quella tenuta in Francia, L'Ame et le Corps, che contiene la sostanza delle quattro lezioni londinesi sull'anima. Il settimo e ultimo articolo è una ristampa della famosa lezione di Bergson al Congresso di Filosofia a Ginevra nel 1904, Le paralogisme psycho-physiologique (Il paralogismo psicofisiologico), che ora è pubblicato come Le Cerveau et la Pensee: une illusion philosophique. Altri articoli sono sul falso riconoscimento, sui sogni, e sullo sforzo intellettuale. Il volume fu molto ben accolto e servì a riunire ciò che Bergson scrisse sulla forza mentale e sulla sua visione della "tensione" e "distensione" in quanto applicate alla relazione tra materia e mente.
Nel giugno 1920 l'Università di Cambridge gli rese l'onore del titolo di Dottore in Lettere. Per poter dedicare tutto il suo tempo alla nuova grande opera che stava preparando sull'etica, la religione e la sociologia, Bergson ebbe una dispensa dai suoi doveri legati alla cattedra di filosofia moderna al Collège de France. Mantenne la cattedra ma non tenne più lezioni; in questo fu sostituito dal suo allievo prediletto Édouard Le Roy. Vivendo con la moglie e la figlia in una modesta casa in una via tranquilla vicino alla Porte d'Auteuil a Parigi, Henri Bergson vinse il Premio Nobel per la letteratura nel 1927.

#### Le due fonti della morale e della religione
Nonostante soffrisse a partire dal 1925 di reumatismi paralizzanti, a causa dei quali dovette abbandonare gradualmente alcuni dei suoi molti incarichi, pubblicò nel 1932 e nel 1934 due nuovi grandi lavori: Les Deux Sources de la morale et de la religion (Le due Fonti della morale e della religione) e La Pensée et le mouvant (Il Pensiero e il Movimento), che estesero le sue teorie filosofiche ai campi della morale, della religione e dell'arte.
A una società chiusa basata sull'obbedienza all'autorità e cementata dalla credenza dei dogmi della religione statica, Bergson contrappone una società aperta che è continuo superamento della forma cristallizzata, e si estende all'intera umanità animata dalla spinta mistica d'amore della religione dinamica. Essa non è mai raggiungibile, ma resta come un asintoto orientativo. La distinzione fra società chiusa e società aperta verrà ripresa, pur con le dovute distinzioni, da Karl Popper nell'opera "La società aperta e i suoi nemici".
Nonostante la malattia fisica egli mantenne saldi i propri valori fondamentali fino alla fine della sua vita; di particolare rilievo morale fu la sua scelta di rinunciare a tutte le cariche e onori che gli erano stati precedentemente attribuiti piuttosto che accettare di essere un'eccezione alle leggi antisemitiche imposte dal governo di Vichy.

#### La mancata conversione al cattolicesimo
Inoltre, sebbene desiderasse convertirsi al cattolicesimo, vi rinunciò per solidarietà con i suoi correligionari ebrei verso i quali era cominciata in Germania la persecuzione nazista. Infatti, nel suo testamento, redatto nel 1937, il filosofo scriveva:
Per sua richiesta, fu un prete cattolico a recitare le preghiere al suo funerale. Henri Bergson è sepolto nel cimitero di Garches, Hauts-de-Seine.

## Opere
- Extraits de Lucrèce (1883), tr. Annamaria Carenzi, a cura di Riccardo De Benedetti, introduzione di Laura Boella, con un saggio di Jeanne Hersch, Lucrezio, Medusa, Milano 2001 ISBN 88-88130-09-8.
- (FR) Leçons de psychologie et de metaphysique: Clermont-Ferrand, 1887-1888, a cura di Henri Hude e Jean-Louis Dumas, prefazione di Henri Gouhier, PUF, Paris 1990 ISBN 2-13-043143-7.
- L'idée de lieu chez Aristote (in latino) (1889), tr. Ferruccio Franco Repellini, L'idea di luogo in Aristotele, in Opere 1889-1896.
- Notice sur la vie et les oeuvres de M. Félix Ravaisson - Mollien (1904), tr. it. a cura di M. Ivaldo, Il ramo, Rapallo 2008.
- Essais sur les données immédiates de la conscience (1889), tr. Niso Ciusa, Saggio sui dati immediati della coscienza, SEI, Torino 1954; tr. Giuseppe Cavallaro, Signorelli, Roma 1957; tr. Gisèle Bartoli, Boringhieri, Torino 1964; tr. Federica Sossi, Raffaello Cortina, Milano 2002 ISBN 88-7078-733-8.
- (FR) Cours de psychologie de 1892 à 1893 au lycée Henri-IV, a cura di Sylvain Matton, presentazione di Alain Panero, Seha, Paris e Arché, Milano 2008 ISBN 2-912770-10-6 ISBN 978-2-912770-10-3.
- (FR) Leçons d'esthetique a Clermont-Ferrand - Leçons de morale, psychologie et metaphysique au lycee Henri-IV, a cura di Henri Hude e Jean-Louis Dumas, PUF, Paris 1992 ISBN 2-13-044258-7.
- (FR) Leçons d'histoire de la philosophie moderne - Theories de l'ame, a cura di Henri Hude e Jean-Luis Dumas, PUF, Paris 1995 ISBN 2-13-046365-7 (contiene: Quelques leçons complementaires de philosophie et d'histoire de la philosophie a Clermont-Ferrand; Leçons d'histoire de la philosophie moderne et contemporaine; Leçons sur la critique de la raison pure les theories de l'âme au lycée Henri-IV), tr. it. di Simone Guidi, Lezioni di metafisica. Spazio, tempo, materia e teorie dell'anima, Mimesis, Milano 2018.
- (FR) Cours de Bergson sur la philosophie grecque, a cura di Henri Hude e Françoise Vinel, PUF, Paris 2000 ISBN 2-13-048956-7.
- Matière et mémoire (1896), tr. Adriano Pessina, Materia e memoria, Laterza, Bari-Roma 1996 ISBN 88-420-4894-1.
- Fichte (1898), tr. Felice Ciro Papparo, La destinazione dell'uomo di Fichte: corso del 1898 all'École Normale Superieure, a cura di Desire Roustan, presentazione di Jean-Christophe Goddard, nota introduttiva di Philippe Soulez, Guerini e Associati, Milano 2003 ISBN 88-8335-428-1.
- Le Rire (1899), tr. Carmine Gallo e Arnaldo Cervesato, prefazione di Beniamino Placido, Il riso, Laterza, Bari-Roma 1987 ISBN 88-420-4373-7 ISBN 88-420-2014-1 ISBN 978-88-420-4373-7; tr. Federica Sossi, SE, Milano 1990 ISBN 88-7710-536-4 ISBN 978-88-7710-755-8 e Mondadori, Milano 1992 ISBN 88-04-36465-3; tr. Franco Stella, Rizzoli, Milano 1961 e Fabbri, Milano 1996 e BUR, Milano 2008 ISBN 88-17-16845-9 ISBN 978-88-17-16845-8.
- Histoire de l'idée de temps (Cours au Collège de France 1902-1903), tr. e intr. a cura di Simone Guidi, Storia dell'idea di tempo, Mimesis, Milano 2019 ISBN 9788857556246.
- Introduction à la métaphysique (1903), tr. a cura di Giovanni Papini, La filosofia dell'intuizione, Carabba, Lanciano 1909; tr. Bruno Brunello, Introduzione alla metafisica, Zanichelli, Bologna 1949; tr. Armando Vedaldi, Sansoni, Firenze 1950; tr. Vittorio Mathieu, Laterza, Bari-Roma 1963 ISBN 88-420-2910-6; tr. Diego Giordano, Introduzione di Rocco Ronchi, Orthotes, Napoli 2012, ISBN 978-88-97806-16-5.
- L'Évolution créatrice (1907), tr. Umberto Segre, Athena, Milano 1925 e Corbaccio-Dall'Oglio, Milano 1965 ISBN 88-7718-454-X; tr. Paolo Serini, Mondadori, Milano 1938 e 1949; tr. Armando Vedaldi, Sansoni, Firenze 1951; tr. Giancarlo Penati, La scuola, Brescia 1961 ISBN 88-350-7378-2; tr. Leonella Alano, Fabbri, Milano 1966; tr. Fabio Polidori, Raffaello Cortina, Milano 2002 ISBN 88-7078-780-X, tr. Marinella Acerra, Bur, Milano, 2012 e 2013 ISBN 978-88-17-05495-9.
- Fantômes de vivants et recherche psychique (1913), tr. Giacomo Scarpelli, Conferenza sui fantasmi, Theoria, Roma 1983 ISBN 88-241-0093-7.
- (FR) La philosophie française («La Revue de Paris», 15 maggio 1915, pp. 236–256).
- L'Énergie spirituelle (1919), tr. Marinella Acerra, Il cervello e il pensiero e altri saggi, Editori Riuniti, Roma 1990 ISBN 88-359-3375-7; tr. Giuseppe Bianco, L'energia spirituale, Raffaello Cortina, Milano 2008 ISBN 978-88-6030-186-4.
- Durée et simultanéité, à propos de la théorie d'Einstein (1922), tr. Paolo Taroni, Durata e simultaneità (a proposito della teoria di Einstein) e altri testi sulla teoria della relatività, Pitagora, Bologna 1997 ISBN 88-371-0981-4; tr. Fabio Polidori, Raffaello Cortina, Milano 2004 ISBN 88-7078-915-2.
- Les Deux sources de la morale et de la religion (1932), tr. Mario Vinciguerra, Le due fonti della morale e della religione, Comunità, Milano 1947 e SE, Milano 2006 ISBN 88-7710-672-7; tr. Matteo Perrini, La scuola, Brescia 1996 ISBN 88-350-9176-4; tr. Adriano Pessina, Laterza, Bari-Roma 1998 ISBN 88-420-4681-7.
- La pensée et le mouvant (1934), tr. Francesca Sforza, Pensiero e movimento, Bompiani, Milano 2000 ISBN 88-452-4325-7; tr. Gabriele Perrotti, Il pensiero e il movente: saggi e conferenze, Olschki, Firenze 2001 ISBN 88-222-4955-0.
- (FR) Essais et témoignages inedits, a cura di Albert Béguin et Pierre Thevenaz, À la Bançonniere, Neuchatel 1943.
- Écrits et paroles (1957-1959), a cura di Rose Marie Mosse-Bastide, tr. Francesco Cafaro, Saggi pedagogici, Paravia, Torino 1962.
- Mélanges (1972), a cura di André Robinet, tr. Maria Teresa Russo, Educazione, cultura, scuola, Armando, Roma 2000 ISBN 88-8358-120-2.
- Histoire des theories de la memoire, tr. Federico Leoni, Storia della memoria e storia della metafisica, a cura di Rocco Ronchi e Federico Leoni, ETS, Pisa 2007 ISBN 978-88-467-1785-6.
- (FR) Correspondances (con Albert Kahn), a cura di Sophie Coeure e Frédéric Worms, prefazione di Jeanne Beausoleil, Strasbourg 2003 ISBN 978-2-913675-11-7.
- Antologia, a cura di Giovanni Palumbo, Palumbo, Palermo 1961.
- Lettere a Xavier Léon e ad altri, tr. Renzo Ragghianti, Bibliopolis, Napoli 1992 ISBN 88-7088-268-3.
- Opere 1889-1896, a cura di Pier Aldo Rovatti, tr. Federica Sossi, Mondadori, Milano 1986.
- La philosophie française (1915), tr. Luigi Francesco Clemente, La filosofia francese, postfazione di Federico Leoni, Orthotes, Napoli-Salerno 2013 ISBN 978-88-97806-38-7.
- (con William James), Durata reale e flusso di coscienza. Lettere e altri scritti (1902-1939), Raffaello Cortina, Milano 2014 ISBN 978-88-6030-674-6.